# Okres Kistelek
Okres Kistelek (maďarsky Kisteleki járás) je okres v jižním Maďarsku v župě Csongrád-Csanád. Jeho správním centrem je město Kistelek.

## Sídla
- Baks
- Balástya
- Csengele
- Kistelek
- Ópusztaszer
- Pusztaszer